# Edward Loryś
Edward Loryś (ur. 16 stycznia 1950 w Brzózie Królewskiej) – polski prawnik, sędzia, w latach 1991–1997 sędzia Trybunału Stanu.

## Życiorys
W 1972 ukończył studia prawnicze na Uniwersytecie Marii Curie-Skłodowskiej, następnie do 1974 odbywał aplikację sądową w Sądzie Wojewódzkim w Rzeszowie. Orzekał jako asesor w Sądzie Rejonowym w Leżajsku i jako sędzia w SR w Stalowej Woli. Później był sędzią i prezesem (1977–1983) Sądu Rejonowego w Sandomierzu, a następnie sędzią Sądu Wojewódzkiego (później Sądu Okręgowego) w Tarnobrzegu, którym kierował od 2001 do 2007. Będąc sędzią SR w Sandomierzu orzekał w procesie, gdzie oskarżonymi były osoby zeznające jako świadkowie w sprawie zbrodni połanieckiej.
W IV kadencji (1991–1993) był zastępcą sędziego Trybunału Stanu, w kolejnej (1993–1997) zasiadał w TS jako sędzia. W 2008 został zastępcą dyrektora Departamentu Wykonania Orzeczeń i Probacji w Ministerstwie Sprawiedliwości, objął funkcję zastępcy redaktora naczelnego kwartalnika „Probacja”. W 2009 był rozważany jako kandydat na wiceministra w tym resorcie. Nie uzyskał jednak nominacji ze względu na kontrowersje wokół okoliczności śmierci sędziego Andrzeja Kreta w 2002 mającej miejsce w trakcie imprezy, w której uczestniczył Edward Loryś. W tymże roku został sędzią Sądu Apelacyjnego w Rzeszowie, w 2019 przeszedł w stan spoczynku.

## Odznaczenia
Odznaczony Krzyżem Kawalerskim Orderu Odrodzenia Polski (1999) za wybitne zasługi w pracy zawodowej i działalności społecznej na rzecz wymiaru sprawiedliwości.

## Życie prywatne
Żonaty, jego dwoje dzieci również zostało prawnikami. Syn - Maciej Loryś jest notariuszem w Sandomierzu.